# Constantin Brâncuși
Constantin Brancusi (rumænsk Constantin Brâncuși, født 19. februar 1876, død 16. marts 1957) var en rumænsk og fransk billedhugger.